# Квинт Лароний
Квинт Лароний (на латински: Quintus Laronius) e политик от края на Римската република.

## Биография
Лароний вероятно през 36 пр.н.е. е офицер на Август, който се бие в Сицилия против Секст Помпей. Той помага с три легиона на Марк Агрипа и Луций Корнифиций.
От 1 октомври 33 пр.н.е. Лароний е суфектконсул. Консули тази година са (само на 1 януари) Октавиан и до 1 май Луций Волкаций Тул.